# Бекард (летательный аппарат)
«Бекард» — белорусский беспилотный летательный аппарат, производящийся на 558-м авиаремонтном заводе. Впервые презентован на выставке «МАКС-2019».

## Описание
Предназначен для ведения оптико-электронной разведки местности в дневное и ночное время. Может применяться для наблюдения в заданном районе и получения в реальном масштабе фотографического и телевизионного изображений местности, поиска и обнаружения наземных (надводных) объектов, определения их координат, автоматизированного сопровождения наземных (надводных) объектов, передачи разведывательной информации в реальном режиме времени командирам подразделений тактического звена.
Для дрона разработан беспилотный авиационный комплекс в составе 2 беспилотников, наземной станции управления, автоматизированного рабочего места, наземной аппаратуры информационно-командной радиолинии, средств наземно-воздушной радиосвязи.
БПЛА «Бекард» оснащены модулями фоторазведки, инфракрасной разведки, телевизионной разведки. Взлёт производится с руки, приземление – на парашюте. Управление аппаратом осуществляется в автоматическом и автоматизированном режимах. Для навигации используются спутниковая радионавигационная и бесплатформенная инерциальная навигационная системы, дающие погрешность определения координат в пределах 50 м.
Тактико-технические характеристики:
- максимальная взлётная масса – не более 5 кг;
- дальность применения – до 15 км;
- высота ведения разведки – от 50 до 1000 м;
- крейсерская скорость полёта при максимальной взлетной массе (на высоте ведения разведки) – не менее 60 км/ч;
- продолжительность полета при максимальной взлётной массе с крейсерской скоростью (на высоте ведения разведки) – не менее 60 мин;
- максимальная скорость при максимальной взлётной массе (на высоте ведения разведки) – не менее 90 км/ч.